# La Cuarta Manzana, Tepetitlán
La Cuarta Manzana är en ort i Mexiko.   Den ligger i kommunen Tepetitlán och delstaten Hidalgo, i den sydöstra delen av landet, 90 km norr om huvudstaden Mexico City. La Cuarta Manzana ligger 2 048 meter över havet och antalet invånare är 583.
Terrängen runt La Cuarta Manzana är varierad. Runt La Cuarta Manzana är det ganska tätbefolkat, med 185 invånare per kvadratkilometer. Närmaste större samhälle är Tula de Allende, 15,4 km söder om La Cuarta Manzana. Omgivningarna runt La Cuarta Manzana är en mosaik av jordbruksmark och naturlig växtlighet.